# Günter Rüger
Günter Rüger (* 24. Juli 1926 in Leipzig; † 14. Mai 2015) war ein deutscher Regisseur und Schauspieler.

## Leben

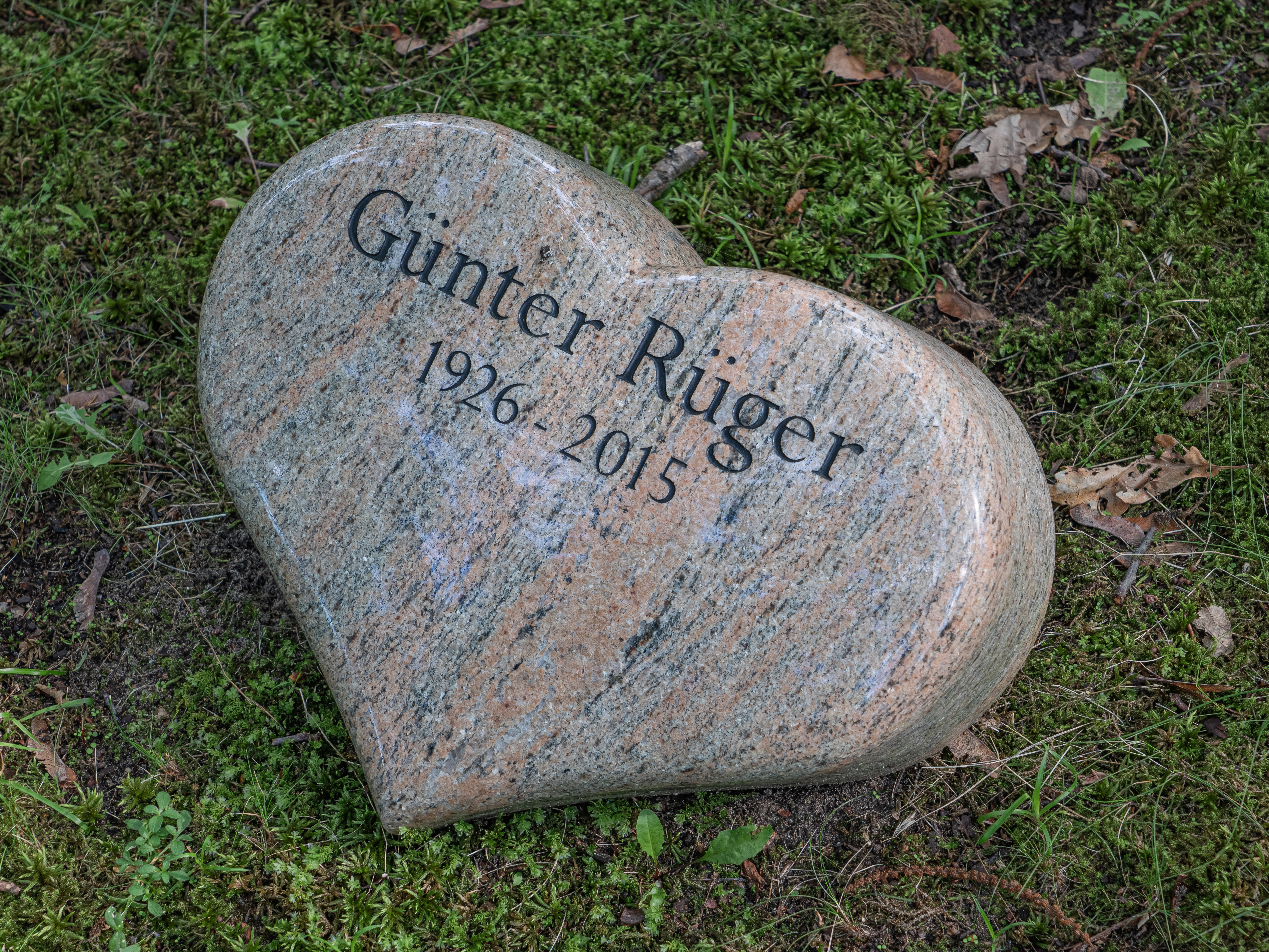
Grabstein Rügers in Potsdam

Günter Rüger wurde in seiner Heimatstadt Leipzig zum Schauspieler und Regisseur ausgebildet. Anschließend ging er für kurze Zeit an das neu gegründete Theater Junge Generation in Dresden. Von hier aus wurde er 1954 an das Potsdamer Hans Otto Theater verpflichtet, wo er fast 55 Jahre bis zu seiner Pensionierung wirkte. Regelmäßig wurde er auch für Film- und Fernsehrollen engagiert.
Günter Rüger war mit der Schauspielerin Inge Noack verheiratet. Sein Grab befindet sich auf dem Neuen Friedhof in Potsdam.

## Filmografie
- 1960: Silvesterpunsch
- 1961: Gewissen in Aufruhr (Fernsehfilm, 5 Teile)
- 1962: Die schwarze Galeere
- 1962: Ach, du fröhliche …
- 1963: Nackt unter Wölfen
- 1963: Karbid und Sauerampfer
- 1964: Der fliegende Holländer
- 1965: Die antike Münze
- 1965: … nichts als Sünde
- 1967: Hochzeitsnacht im Regen
- 1968: Schüsse unterm Galgen
- 1968: Mord am Montag
- 1970: Im Spannungsfeld
- 1971: Optimistische Tragödie
- 1971: Husaren in Berlin
- 1972: Die gestohlene Schlacht
- 1972: Leichensache Zernik
- 1972: Reife Kirschen
- 1973: Die Taube auf dem Dach
- 1973: Schüsse in Marienbad (Výstřely v Mariánských Lázních)
- 1973: Die Hosen des Ritters von Bredow
- 1974: Der nackte Mann auf dem Sportplatz
- 1974: Für die Liebe noch zu mager?
- 1975: Bankett für Achilles
- 1976: Beethoven – Tage aus einem Leben
- 1977: Die Flucht
- 1977: Ein Katzensprung
- 1977: El Cantor
- 1978: Jörg Ratgeb, Maler
- 1979: Des Henkers Bruder
- 1980: Der Baulöwe
- 1980: Levins Mühle
- 1981: Wäre die Erde nicht rund
- 1984: Klassenkameraden (Fernsehfilm)
- 1985: Meine Frau Inge und meine Frau Schmidt
- 1985/1987 Sachsens Glanz und Preußens Gloria (Fernsehfilm, 6 Teile)
- 1986: Der Bärenhäuter
- 1986: Rabenvater
- 1986: Der Hut des Brigadiers
- 1986: Das Buschgespenst (Fernsehfilm, 2 Teile)
- 1988: Die Schauspielerin
- 1990: Pause für Wanzka (Fernsehfilm)
- 1991: Farßmann oder Zu Fuß in die Sackgasse
- 1992: Miraculi
- 1993: Anna annA
- 1994: Polizeiruf 110: Totes Gleis

## Theater (Regisseur)
- 1960: Fred Reichwald: Erzieher im Examen – (Hans Otto Theater, Potsdam)
- 1963: Ben Jonson: Volpone – (Hans Otto Theater, Potsdam)
- 1965: Brenda Behan: Die Geisel – (Hans Otto Theater, Potsdam)
- 1966: Dorothy Lane: Happy End – (Hans Otto Theater, Potsdam)
- 1968: Alfred Matusche: Der Regenwettermann – (Hans Otto Theater, Potsdam)
- 1969: Lotar Olias: Millionen für Penny – (Hans Otto Theater, Potsdam)
- 1971: Wolfgang Borchert: Draußen vor der Tür – (Hans Otto Theater, Potsdam)
- 1973: Friedrich Schiller: Don Carlos – (Hans Otto Theater, Potsdam)
- 1973: Ulrich Plenzdorf: Die neuen Leiden des jungen W. – (Hans Otto Theater, Potsdam)
- 1974: Alexei Nikolajewitsch Arbusow: Das Märchen vom alten Arbat – (Hans Otto Theater, Potsdam)
- 1974: Ferenc Molnár: Liliom – (Hans Otto Theater, Potsdam – Schloßtheater des Neuen Palais)
- 1974: Bertolt Brecht: Die Gewehre der Frau Carrar – (Hans Otto Theater, Potsdam)
- 1976: Friedrich Dürrenmatt: Play Strindberg – (Hans Otto Theater, Potsdam)
- 1977: William Shakespeare: Ein Sommernachtstraum – (Hans Otto Theater, Potsdam)
- 1977: Ákos Kertész: Witwen – (Hans Otto Theater, Potsdam)
- 1977: Alexander Wampilow: Letzten Sommer in Tschulimsk – (Hans Otto Theater, Potsdam)
- 1979: Esteban Navajas Cortés: Der Todeskampf eines seelig Entschlafenen – (Hans Otto Theater, Potsdam – Kleines Theater am Altmarkt)
- 1979: Friedrich Schiller: Maria Stuart – (Hans Otto Theater, Potsdam)
- 1979: Maxim Gorki: Die Sykows – (Hans Otto Theater, Potsdam)
- 1980: John Millington Synge: Der Held der westlichen Welt – (Hans Otto Theater, Potsdam)
- 1980: Sophokles: Antigone – (Hans Otto Theater, Potsdam)
- 1981: Louis Angely: Die Schneidermamsells – (Kleine Bühne „Das Ei“ – Berlin)
- 1982: Heinrich von Kleist:  Prinz Friedrich von Homburg – (Hans Otto Theater, Potsdam)
- 1984: Daniil Granin: Das Gemälde – (Hans Otto Theater, Potsdam)
- 1985: Emily Mann: Still life – (Hans Otto Theater, Potsdam)
- 1986: Mattias Braun: Die Perser des Aischylos – (Hans Otto Theater, Potsdam)
- 1987: Theodor Fontane: Frau Jenny Treibel – (Hans Otto Theater, Potsdam)
- 1988: Thomas Heise: Schweigendes Dorf – Fragment eines Dokumentarfilmes aus Papier 1984 – (Hans Otto Theater, Potsdam)
- 1990: Luigi Pirandello: Der Mann, das Tier und die Tugend – (Hans Otto Theater, Potsdam)
- 1990: Athol Fugard: Da leben Leute – (Hans Otto Theater, Potsdam)
- 1991: Jürgen Hofmann: Noch ist Polen nicht verloren – (Hans Otto Theater, Potsdam)
- 1991: Edward Albee: Wer hat Angst vor Virginia Woolf? – (Hans Otto Theater, Potsdam)
- 1992: Norbert Silberbauer: Der Himmel oben – (Hans Otto Theater, Potsdam)
- 1993: George Tabori Der Großinquisitor – (Hans Otto Theater, Potsdam – Theater am Altmarkt)

## Theater (Schauspieler)
- 1974: Alfred Matusche: An beiden Ufern – Regie: Rolf Winkelgrund (Hans Otto Theater, Potsdam)
- 1990: William Shakespeare: Leben und Tod König Richard des Dritten (Witwe Margareta) – Regie: Gert Jurgons (Hans Otto Theater, Potsdam)
- 2008: Eduardo de Filippo: Filumena (Alfredo) – Regie: Petra Luisa Meyer (Hans Otto Theater, Potsdam)
- 2009: Anton Tschechow: Der Kirschgarten (Diener) – Regie: Uwe Eric Laufenberg (Hans Otto Theater, Potsdam)

## Hörspiele
- 1998: Andreas Ammer: Frost – Robert F. Scotts Tod im Eis (Robert Falcon Scott) – Regie: FM Einheit/Andreas Ammer (Pophörspiel – WDR)
- 2000: Kerstin Specht: Der Flieger – Regie: FM Einheit/Kerstin Specht (Hörspiel – BR)
- 2001: Andreas Ammer/FM Einheit/Sebastian Hess: Marx Engels Werke (Lenin) – Regie und Komponisten: Andreas Ammer/FM Einheit (Pophörspiel – BR)
- 2002: Andreas Ammer/FM Einheit: Alzheimer 2000/Toter Trakt (Herr Baader) – Regie: Andreas Ammer/FM Einheit (Hörspiel – WDR/RB)
- 2004: Andreas Ammer/FM Einheit: Lost & Found: Das Paradies – Regie: Andreas Ammer/FM Einheit (Pophörspiel – BR)

## Auszeichnungen
- 1979: Theodor-Fontane-Preis für Kunst und Literatur des Bezirks Potsdam[3]